# 叙德代希
叙德代希（意为南堤）是德国石勒苏益格－荷尔斯泰因州的一个市镇。总面积6.64平方公里，总人口507人，其中男性252人，女性255人（2011年12月31日），人口密度76人/平方公里。